# Хакон (округ)
Округ Хакон (англ. Haakon County) располагается в штате Южная Дакота, США. Официально образован в 1914 году. По состоянию на 2010 год, численность населения составляла 1937 человек.

## География
По данным Бюро переписи США, общая площадь округа равняется 4732 км2, из которых 4696 км2 суша и 36 км2 или 0,9 % это водоемы.

## Население
По данным переписи населения 2000 года в округе проживает 2 196 жителей в составе 870 домашних хозяйств и 620 семей. Плотность населения составляет 5,00 человек на км2. На территории округа насчитывается 1 002 жилых строений, при плотности застройки менее 1,00-го строения на км2. Расовый состав населения: белые — 96,40 %, афроамериканцы — 2,50 %, коренные американцы (индейцы) — 0,09 %, азиаты — 1,00 %, гавайцы — 0,00 %, представители других рас — 0,00 %, представители двух или более рас — 0,00 %. Испаноязычные составляли 0,59 % населения независимо от расы.
В составе 32,60 % из общего числа домашних хозяйств проживают дети в возрасте до 18 лет, 63,60 % домашних хозяйств представляют собой супружеские пары проживающие вместе, 4,80 % домашних хозяйств представляют собой одиноких женщин без супруга, 28,70 % домашних хозяйств не имеют отношения к семьям, 26,00 % домашних хозяйств состоят из одного человека, 13,10 % домашних хозяйств состоят из престарелых (65 лет и старше), проживающих в одиночестве. Средний размер домашнего хозяйства составляет 2,47 человека, и средний размер семьи 3,00 человека.
Возрастной состав округа: 25,70 % моложе 18 лет, 7,00 % от 18 до 24, 25,20 % от 25 до 44, 24,10 % от 45 до 64 и 24,10 % от 65 и старше. Средний возраст жителя округа 41 лет. На каждые 100 женщин приходится 96,60 мужчин. На каждые 100 женщин старше 18 лет приходится 97,30 мужчин.
Средний доход на домохозяйство в округе составлял 29 894 USD, на семью — 35 958 USD. Среднестатистический заработок мужчины был 25 098 USD против 18 913 USD для женщины. Доход на душу населения составлял 16 780 USD. Около 12,00 % семей и 13,90 % общего населения находились ниже черты бедности, в том числе — 18,70 % молодежи (тех, кому ещё не исполнилось 18 лет) и 16,00 % тех, кому было уже больше 65 лет.